# Shirley Ross
Pour les articles homonymes, voir Ross.
Shirley Ross, nom de scène de Bernice Maude Gaunt (née le 7 janvier 1913 à Omaha (Nebraska), morte le 9 mars 1975 à Menlo Park) est une chanteuse et actrice américaine.

## Biographie
Ross est l'aîné des deux filles de Charles Burr Gaunt et de Maude C. Ellis épouse Gaunt. Ayant grandi en Californie, elle suit une formation de pianiste classique au Hollywood High School et à l'université de Californie à Los Angeles.
À 14 ans, elle donne des récitals à la radio et fait ses premiers enregistrements vocaux à 20 ans avec le groupe de Gus Arnheim.
Elle attire alors l'attention du duo prometteur d'auteurs-compositeurs Rodgers & Hart, qui la choisit pour ses propositions à la MGM. Une chanson, ensuite réécrite sous le nom de Blue Moon, conduit à un bout d'essai réussi en 1933, puis à un certain nombre de petites parties dans des films comme L'Ennemi public nº 1 avec Clark Gable et William Powell dans lequel, maquillé pour avoir la peau noire, elle chante The Bad in Every Man, une version antérieure de Blue Moon, dans une boîte de nuit de Harlem.
En 1936, MGM prête Shirley Ross à Paramount. Elle forme une duo avec Ray Milland dans Miousic 1937. Bien qu'il s'agisse officiellement d'un rôle de premier plan, le casting présente un programme chargé de sketches, de comédie musicale avec des artistes de renom qui lui donnent une importance moindre. Paramount la signe pour un contrat de cinq ans ; pendant ce temps, sa présentation à l'équipe d'auteurs-compositeurs de Leo Robin et Ralph Rainger s'avère significative.
Son duo avec Bing Crosby dans L'Amour à Waikiki est un numéro de Robin-Rainger intitulé Blue Hawaii. Ainsi commence une période de trois ans au cours de laquelle Ross est une duo avec Crosby ou Bob Hope à cinq reprises. Après une interruption de carrière après avoir quitté le tournage de This Way Please, alléguant que la femme du producteur Jack Benny, Mary Livingstone, tentait de saboter ses scènes, elle est choisie comme binôme de Hope dans Big Broadcast of 1938. Leur duo, Thanks for the Memory, est un énorme succès.
Le grand succès du duo donne suite à des films avec Bob Hope, Thanks for the Memory et Some Like It Hot. Bien que Thanks for the Memory ait une autre chanson à succès, Two Sleepy People, les films eux-mêmes sont des échecs, reflétant apparemment l'intérêt déclinant de Paramount pour la comédie musicale. Bien que Ross fût disposée à jouer un drame pur et fît une belle prestation dans Prison Farm, Paramount la relègue à des rôles de figuration dans deux comédies romantiques mineures, même si l'une d'elles (Paris Honeymoon) fait équipe elle une fois de plus avec Crosby. Sa carrière extrêmement prometteuse subit une forte baisse et ne s'en remet jamais.
Bien que Ross se sache mieux à l'écran qu'à la scène, elle joue le rôle principal dans la comédie musicale Higher and Higher de Rodgers et Hart à Broadway en 1940, avec la chanson It Never Entered My Mind. Le spectacle est un échec critique. Après quelques films négligeables et quelques travaux à la radio, notamment en tant que membre régulier de la distribution de The Bob Burns Show entre 1943 et 1947, Ross s'occupe de plus en plus de son mari en phase terminale, Ken Dolan, et prend une retraite anticipée.
Ross meurt d'un cancer à Menlo Park, en Californie, à 62 ans. Comme son nom d'épouse, Bernice Dolan Blum, n'est pas bien connu, sa mort n'est pas largement médiatisée. Mais Hope, avec qui elle avait une amitié durable dans la vie réelle, ne manque pas de commémorer sa mort. Lui et Crosby envoient une croix de 5 pieds (2 m) de haut avec des œillets blancs et une gerbe de roses rouges à ses funérailles.

## Filmographie
- 1933 : Mademoiselle Volcan
- 1934 : Jail Birds of Paradise
- 1934 : Morocco Nights
- 1934 : L'Ennemi public nº 1
- 1934 : Hollywood Party
- 1934 : 'What Price Jazz
- 1934 : La Belle du Missouri
- 1934 : Gentlemen of Polish
- 1934 : La Veuve joyeuse
- 1935 : Buried Loot
- 1935 : Two Hearts in Wax Time
- 1935 : Le Tournant dangereux
- 1935 : Calm Yourself
- 1935 : Vivre sa vie
- 1935 : It's in the Air
- 1935 : La Fiesta de Santa Barbara
- 1936 : Devil's Squadron
- 1936 : San Francisco
- 1936 : Miousic 1937
- 1936 : Hideaway Girl
- 1937 : L'Amour à Waikiki
- 1937 : Blossoms on Broadway
- 1938 : The Big Broadcast of 1938
- 1938 : Prison Farm
- 1938 : Thanks for the Memory
- 1938 : Dangerous to Know
- 1939 : Paris Honeymoon
- 1939 : Femme du monde
- 1939 : Some Like It Hot
- 1939 : Je cherche un papa
- 1941 : Kisses for Breakfast
- 1941 : Sailors on Leave
- 1945 : A Song for Miss Julie